# Praxisanleitung
Die Praxisanleitung in der Pflege ist die Ergänzung der fachtheoretischen Ausbildung in Schulen für Pflegeschüler in ihrem jeweiligen Praxisfeld (Krankenpflege, Kinderkrankenpflege, Altenpflege). Sie ist wesentlicher Teil der Ausbildung. Praxisanleitung als eine Form der Wissens- und Kenntnisvermittlung ist Teil der Methodenlehre der Berufs- und Pflegepädagogik.

## Definition der Praxisanleitung
Aufgaben der Praxisanleitung sind: mit der Pflege- bzw. Berufsfachschule beim Ausbildungsplan (siehe Berufsausbildungsvertrag) und der Festlegung von Lernzielen  für die Pflegeschüler zu kooperieren; die Betreuung und die Anleitung der Schüler am Praktikumsort zu organisieren und bei Prüfungen mitzuwirken. Meist sind das Stationen in einem Krankenhaus oder Wohnbereiche in einem Pflegeheim, es kommen jedoch auch Sozialstationen und andere Einsatzorte in Betracht. Praxisanleiter unterstützen dort am „Lernort Arbeitsplatz“ den Erwerb von Handlungskompetenzen. Konkret sind immer wieder Lernsituationen zu entwerfen (Planen und Lernziele formulieren, die Methodenwahl zu treffen; also das komplette Lehren-und-Lernen-Arrangement), die Aufgabe vorzumachen (Demonstration), zu unterrichten (Theorie zu verbinden mit praktischem Üben = Anleiten) und den Erfolg dabei angemessen zu prüfen und auszuwerten (Beurteilung, Evaluation).
Ziel der Praxisanleitung ist es, die Auszubildenden schrittweise an die eigenständige Wahrnehmung der beruflichen Aufgaben heranzuführen. Dies ist zugleich das Ausbildungsziel.
In der Praxisanleitung gibt es mehrere verwendete Definitionen. Eine einheitlich genutzte Definition ist bisher nicht ersichtlich.
Als mögliche umfassende Definition von Praxisanleitung kann verstanden werden:
"Praxisanleitung ist ein zu gewährleistender Bestandteil der praktischen Pflegeausbildung und ist gezieltes, geplantes und methodengeleitetes Anleiten und Begleiten von Lernenden durch berufspädagogische Fachkräfte, die sogenannten Praxisanleiter."
Der Tätigkeitsbereich eines Praxisanleiters kann peripher oder zentral organisiert sein. „Peripher“ umfasst die stationären und ambulanten Pflegebereiche am jeweiligen Einsatzort (Station). Zentrale Praxisanleitung ist einer Pflegeschule oder einer Langzeitpflegeeinrichtung zugeordnet und koordiniert von dort aus Termine zur Anleitung mit Auszubildenden. Zentrale Praxisanleiter werden für ihre Tätigkeit teilweise oder vollständig freigestellt. Sie sind nicht mehr direkt für die Patienten- oder Bewohnerversorgung zuständig, sondern speziell für ihre Tätigkeit der Anleitung. Regionale Praxisanleiter betreuen mehrere Einrichtungen und haben koordinierende Tätigkeiten, um Personal und Auszubildende zu schulen, anzuleiten und Bedarf für Schulungszwecke festzustellen.

### Vergleich mit der Ausbildereignung
In der dualen Ausbildung von Auszubildenden / Lehrlingen / Azubis sind in der Regel Ausbildungsleiter, -meister oder hauptberufliche Ausbilder im Lehrbetrieb tätig. Nach dem Berufsbildungsgesetz (BBiG) müssen diese fachlich geeignet sein, was bei einer abgeschlossenen gleichartigen Ausbildung und Berufserfahrung in diesem Beruf in der Regel hinreichend gegeben ist. Zusätzlich wird die persönliche Eignung verlangt, die sich auf Kenntnisse und Fähigkeiten im Bereich von Methodik, Didaktik, Berufsrecht usw. erstreckt und die durch eine Prüfung gemäß der Ausbildereignungsverordnung (AEVO) nachzuweisen ist. Im Handwerk wird die Ausbildereignung durch eine abgelegte Meisterprüfung nachgewiesen. Die Ausbildereignungsprüfung kann auch einzeln erworben werden ohne Meisterprüfung. Dadurch können auch erfahrene Facharbeiter in einem dualen Ausbildungsbetrieb Auszubildende ausbilden.

## Gesetzliche Grundlagen
Die Praxis im Ausbildungsbetrieb (Krankenhaus, Pflegeheim, ambulanter Pflegedienst, ggf. Rettungsdienst) und die Theorie im Unterricht der fachspezifischen Berufsfachschule oder Universität sollen sich für den Pflegeschüler gegenseitig ergänzen. Um das sicherzustellen, enthält das Pflegeberufegesetz, das die generalisierte Ausbildung in der Pflege seit 2020 regelt, die Bestimmung, dass mindestens zehn Prozent der praktischen Ausbildung durch pädagogisch geeignete Lehrpersonen im Ausbildungsbetrieb zu erbringen sind. Eine weitere gesetzliche Vorgabe befindet sich für Notfallsanitäter in deren Ausbildungs- und Prüfungsverordnung (NotSan-APrV). In den Pflegeberufen haben sich für Fachkräfte, die das leisten, alternativ zwei Bezeichnungen eingebürgert: Praxisanleiter oder auch  Mentor. Beide Begriffe umfassen dabei in der Pflege zusätzlich die Einarbeitung bereits ausgebildeter Personen an einem anderen oder neuen Arbeitsplatz bzw. in einen geänderten Arbeitsablauf, sowie die praktische Anleitung von Berufstätigen in einer Weiterbildung. Die Weiterbildung zum Praxisanleiter, für Gesundheits- und Krankenpfleger oder Gesundheits- und Kinderkrankenpfleger umfasst mindestens 300 Stunden. Für Pflegende, die noch eine ältere Weiterbildung mit einem Umfang von nur 200 Stunden abgeschlossen haben, besteht Bestandsschutz. Praxisanleiter müssen  jährlich 24 Stunden „insbesondere berufspädagogische“ Fortbildung nachweisen, um ihren Status zu erhalten.

## Die Anleitungssituation in der Krankenpflege
Seit 2020 umfasst die integrierte Pflegeausbildung 2100 Stunden Berufsfachschulunterricht mit integrierten praktischen Übungen und mindestens 2500 Stunden praktische Ausbildung. Bei der praktischen Ausbildung kann von einem Teil als „Praktikum“ (im Sinne von Instruktion, Anleitung) gesprochen werden und der andere, zeitlich überwiegende, als „Praxiseinsatz“ (Erfahrung) verstanden werden. Aber auch beim Praxiseinsatz ist zehn Prozent Praxisanleitung zu gewährleisten. Dies gelingt kaum mit Lehrenden, die nicht in dieses Praxisfeld integriert sind. Fortlaufend entstehen im Praxiseinsatz Lernsituationen, die planmäßig zu gestalten sind. Auszubildende, Praxisanleiter, Patienten, Team und Leitungspersonen sind ein wechselseitig aufeinanderwirkendes System. Praxisanleitung umfasst auch das Führen von Vor-, Zwischen- und Abschlussgesprächen sowie Beurteilungs- und Konfliktgespräche.
Das Grundmuster des Anleitens besteht aus vier Handlungsprogrammen.
1. Aufbau einer didaktischen Beziehung
2. Das „Lernen lernen“-Programm (Start ist meist eine Demonstration mit Erklärung)
3. Erwerb der praktischen Fähigkeiten zur Durchführung der Tätigkeit
  1. Ausprobieren in Teilschritten und komplett
  2. Abschließende Überprüfung (Feststellung der Basiskompetenz)
4. Trainieren
  1. Wiederholtes Üben mit der Möglichkeit, beraten zu werden
  2. Leistungsüberprüfung (Feststellung des Leistungsniveaus)
  3. Reflexion und Beratung der Lernarbeit

Die Vier-Stufen-Methode der Arbeitsunterweisung nennt folgende vier Schritte, die jeweils verschiedene Aspekte umfassen:
1. Vorbereiten
2. Erklären und Vormachen
3. Ausführen lassen
4. Abschließen

Obwohl häufig verwendet, wird die Vier-Stufen-Methode bezüglich ihrer Anwendung in der Pflege kritisch hinterfragt, weil sie lediglich Handlungsabläufe und praktische Fertigkeiten vermittelt, ohne Aspekte der Pflege als Problemlösungs- und Beziehungsprozess einzubeziehen. Mamerow erklärt die Methode als „obsolet“, d. h. „veraltet“.